# Institut pro testování a certifikaci
Institut pro testování a certifikaci, a.s. (zkratka ITC, a.s.) je česká nezávislá společnost s celosvětovou působností poskytující služby v oblastech zkušebnictví, certifikace, technické inspekce, kalibrace a standardizace.

## Historie
Vznik společnosti se dá datovat k roku 1969, kdy byla zahájena činnost Státní zkušebny SZ 224 při VÚGPT Zlín (Výzkumný ústav gumárenské a plastikářské technologie). V porevolučních letech se vyčlenila pod název SZÚCHP s.h.o (Státní zkušební ústav chemického průmyslu) a v roce 1991 už vznikl nový Institut pro testování a certifikaci (ITC). V roce 1993 se transformoval na akciovou společnost a dále pak rozšiřoval svou působnost v oborech testování, zkušebnictví, certifikací, soudně znaleckých činností, systému řízení atd. ITC je autorizovaná osoba a notifikovaná osoba. Zároveň rozšířila své pole působnosti na celosvětové úrovni, ustanovením zahraničních reprezentací na Bělorusko, Brazílie, Čína, Egypt, Chorvatsko, Indie, Írán, Izrael, Jižní Korea, Maďarsko, Pákistán, Polsko, Rakousko, Rusko, Řecko, Slovensko, Thajsko a Turecko.[zdroj?]

## Znalecké posudky
ITC je rozhodnutím Ministerstva spravedlnosti zapsán na seznamu ústavů kvalifikovaných pro znaleckou činnost, v Oddíle I a II.[zdroj?]

## Kritika
Při fingovaném pokusu britských novinářů o získání certifikátu pro potenciálně nebezpečnou zdravotnickou náhradu jim bylo zástupcem firmy sděleno, že institut je na straně výrobce a jeho produktů, ne na straně pacientů a že získání certifikátu není nic obtížného.